# Pierre Morel (résistant)
Pour les articles homonymes, voir Pierre Morel et Morel.
 (14 juillet 2017).
Pierre Morel est né le 13 avril 1923 à Saint-Aubin-du-Cormier (Ille-et-Vilaine) et mort à 97 ans le 28 décembre 2020 à Paris (quinzième arrondissement). Chirurgien-dentiste de profession, on le connaît aujourd'hui comme espion et résistant français. 
Pierre Morel s'engage dans la résistance au début de la Seconde Guerre mondiale. Au cours du second semestre 1943, il travaille comme espion au sein d'un réseau d'action du SOE, le réseau Oscar-Parson de François Vallée. En décembre 2004, il est élu président du Comité d'action de la Résistance.

## Identités
Son activité dans les réseaux de résistance et de renseignement l'amène à endosser successivement plusieurs identités.
Alors membre du réseau Parson, il adopte le pseudonyme de Pierre Morvan que lui a donné le commissaire de police Louradour. Il a aussi emprunté le nom de Marot en Espagne, transformé en Harot à cause d'une erreur de transcription. Lors de son entraînement au SOE, il se fait appeler Pierre Mathieu, de matricule 40.064.

## Famille
Son père, Louis Morel, est soldat de 3e classe, a été déporté. La France l'honore en le nommant chevalier de la Légion d'honneur à titre posthume et en lui décernant la médaille de la Résistance française ainsi que la Croix de guerre.
Sa mère, Alice Céline (née Dufeu), est chargée de mission 3e classe, où elle est citée à l'ordre de la division. Aveugle, elle est internée à l'Institut National des Invalides où elle décède.
Claude, son frère, est chargé de mission 3e classe. Déporté, il est fait officier de la Légion d'honneur, obtint la médaille de la Résistance française et Croix de guerre.
Pierre Morel se marie en 1947 avec Simone Chevrel. Ils eurent trois fils : Patrick, Didier et Bruno.

## Résistance

### 1939
Au début de la guerre, Pierre Morel fait ses études au lycée de Rennes jusqu’en 1939, année durant laquelle son père est nommé chef d’atelier des réparations de l’armée de l’air à Clermont-Ferrand. La famille déménage et Pierre entre alors au lycée Blaise-Pascal de Clermont-Ferrand.

### 1941
Premiers contacts avec la résistance à Clermont-Ferrand : il est recruté par un camarade de lycée, Marc Tertière. Collaborent avec Marc Tertière et Pierre Morel deux professeurs, Jean-Michel Flandin, professeur de lettres, et Saintenac, professeur de philosophie. Ils entreprennent ensemble actions de résistance qui consistent à peindre des « V » et des croix de Lorraine sur des murs ainsi qu'à publier et à diffuser des tracts contestataires dans les boîtes aux lettres. Repéré par les services de renseignements du Régime de Vichy, Pierre Morel retourne en novembre au lycée de Rennes. Il entre en contact avec un autre groupe de résistants formé par des camarades. Il est recruté par Bernard Dubois, un camarade de lycée et intègre ainsi le groupe résistant dirigé par Robert Tiercery, surnommé « Fred ». Leur mission principale consiste à collecter des renseignements militaires pour les transmettre ensuite à Paul Moysan de Brest. En outre, il leur incombe de former des cellules résistantes et de rechercher des terrains de parachutage. Ce groupe est lié à Madame Prod'homme, dite « Herminie », à Rennes, qui leur donne une aide importante, notamment financière. Pierre Morel prend contact avec Joël Le Tac, chef du réseau OVERCLOUD, et participe activement au réseau.

### 1942
En février, Joël Le Tac et divers membres du réseau sont arrêtés. Le réseau est ainsi en grande partie démantelé. En juin, Pierre Morel obtient le bac de philosophie. Il démarre des études de médecine et s'inscrit en PCB. Il abandonne finalement ses études afin d'élaborer une couverture pour ses activités de résistant.

### 1943
En début d'année, Paul Moysan établit une liaison avec le réseau de renseignements MARATHON-Chinchilla d'Yves Mindren. 
En mai, il réside à Hédé. 
En juin se produisent l'arrestation d'Yves Mindren, et l'arrivée de François Vallée « Oscar », envoyé par le SOE pour former le réseau action PARSON en Bretagne. Le groupe entre en contact avec François Vallée par l’intermédiaire de Léopold Lauraine et de René Ballard. Pierre Morel prend la tête du groupe Tiercery, dont les missions sont le renseignement, l'organisation de groupes paramilitaires, recherche et preparation de terrains de parachutage en Ille-et-Vilaine.
Le 25 juillet arrivent deux membres du réseau, parachutés près de Martigné-Ferchaud.
En novembre, après le départ en Angleterre de René Bichelot, la zone d'action de Pierre Morel s'étend au nord de l'Ille-et-Vilaine et à la majorité des Côtes-du-Nord, à l’est de Saint-Brieuc. Pierre Morel se déplace à Saint-Servan et adopte l'identité de Pierre Morvan. Il installe son quartier général à Saint-Jouan-des-Guérets. À la fin du mois ont lieu les premières arrestations : son père et son frère (qui sont déportés), madame Prod’homme, Robert Tiercery et de nombreux membres du groupe.
En décembre, le réseau Oscar-PARSON Buckmaster est démantelé. François Vallée réussit à s'échapper et à se rendre à Paris, d'où il donne l'ordre à ses lieutenants de partir pour l'Angleterre. Dans la nuit du 23 au 24, Pierre Morel tente un départ par mer depuis la baie de Fresnaie, à Saint-Cast, mais l'entreprise échoue.

### 1944
En janvier, une nouvelle tentative est prévue, mais le 13, l'organisation est découverte. Pierre Morel évite son arrestation par la Gestapo.  François Vallée l'ordonne de gagner Paris pour prendre contact avec le réseau d'évasion Pernod, pour s'échapper par l'Espagne.
Le 2 février, accompagné de quatre aviateurs américains, il gagne Lannemezan, échappe à la Gestapo. Dans de brefs délais, il se rend à Tarbes, puis Bagnères-de-Bigorre.
En mars, une première tentative de franchir les Pyrénées est infructueuse : partant de Tarbes, il passe à Bagnères-de-Bigorre (hôtel des Américains), Sainte-Marie-de-Campan, Caderolles, Camparan, La Houle, avant de devoir repartir en arrière en voyant des Allemands se diriger vers eux depuis la frontière. Pierre Morel, victime de gelures graves au pied, rentre à Tarbes. De retour à Paris, Pierre Morel est envoyé à Lannion pour organiser un réseau d’évasion par mer entre les ponts de Biht et de Begleber. La Gestapo le repère. Néanmoins, il sauve les convoyeurs et agents du réseau Pernod, en particulier deux sœurs résistantes de Gap et les ramène à Paris.
En mai, avec trois amis, il organise un nouveau départ : Toulouse, Pamiers, Verniolle (où il prend contact avec un guide espagnol et entreprend la marche à pied), Saint-Paul-de-Jarrat, Mercus, Tarascon-sur-Ariège, Vicdessos, pique d'Endron. Le 23, il passe la frontière d'Andorre à 2879 mètres d'altitude, marchant pieds nus pendant 24 heures. Il descend vers Ordino. Le 25, il passe de la frontière espagnole à La Farga, où le groupe est arrêté par les carabinieros. Il est en liberté surveillée pendant une semaine à Seo-de-Urgel.
En juin, il est emprisonné successivement à Lérida, Saragosse et Miranda de Ebro.
Le 1er juillet, il est libéré, passe une semaine à Madrid et arrive à Gibraltar le 8. Il part à Londres par avion le 10, et y arrive le 11. Il réalise son rapport, puis son entraînement (Ruislip, Ringway). Il est ensuite transféré au BCRA.
Le 10 octobre, Pierre Morel est muté à la DGER.
Au milieu du mois de novembre, il participe à la campagne d’Alsace.

### 1945
En janvier, il est sur le front de l’Atlantique. Il est démobilisé le 7 août.

### Après la guerre
1945. Après sa démobilisation, il reprend ses études d'odontologie.
1948. Il obtient le diplôme de chirurgien-dentiste à la faculté de médecine de Paris (10 juillet 1948). Il est officier liquidateur du réseau Oscar-PARSON.
1987. Il prend sa retraite le 1er juin.
2004. En décembre, il devient président du Comité d'action de la Résistance.
2005. Le 6 décembre, Pierre Morel succède à Jacques Poirier à la présidence de Libre Résistance, association des anciens de la section F du SOE, fonction qu'il assume jusqu'à fin 2009.
2020. Pierre Morel décède le 28 décembre à Paris, à l’âge de 97 ans .

## Distinctions et honneurs
Pierre Morel a reçu les décorations suivantes :

### Décorations nationales
- Grand officier de la Légion d'honneur (décret du 12 juillet 2017)[5]
  -  Commandeur de la Légion d'honneur (décret du 19 avril 1984, JO du 5 septembre 1984)
  -  Officier de la Légion d'honneur (décret du 1er février 1962, JO du 11 février 1962)
  -  Chevalier de la Légion d'honneur (décret du 12 octobre 1946, JO du 3 novembre 1946)
- Croix de guerre 1939–1945 avec palme et étoile d'argent (décret du 13 novembre 1945 et décret du 12 octobre 1946)
- Médaille de la Résistance française (décret du 31 mars 1947)
- Médaille des évadés
- Croix du combattant volontaire de la Résistance
- Croix du combattant
- Croix du combattant volontaire de la guerre de 1939–1945
- Médaille de reconnaissance de la Nation

### Décorations étrangères

#### États-Unis
- Médaille de la Liberté

#### Royaume-Uni
- King's Medal for Courage in the Cause of Freedom